# Pholcus diopsis
Pholcus diopsis är en spindelart som beskrevs av Simon 1901. Pholcus diopsis ingår i släktet Pholcus och familjen dallerspindlar. Inga underarter finns listade i Catalogue of Life.